# Piotr Grabarczyk

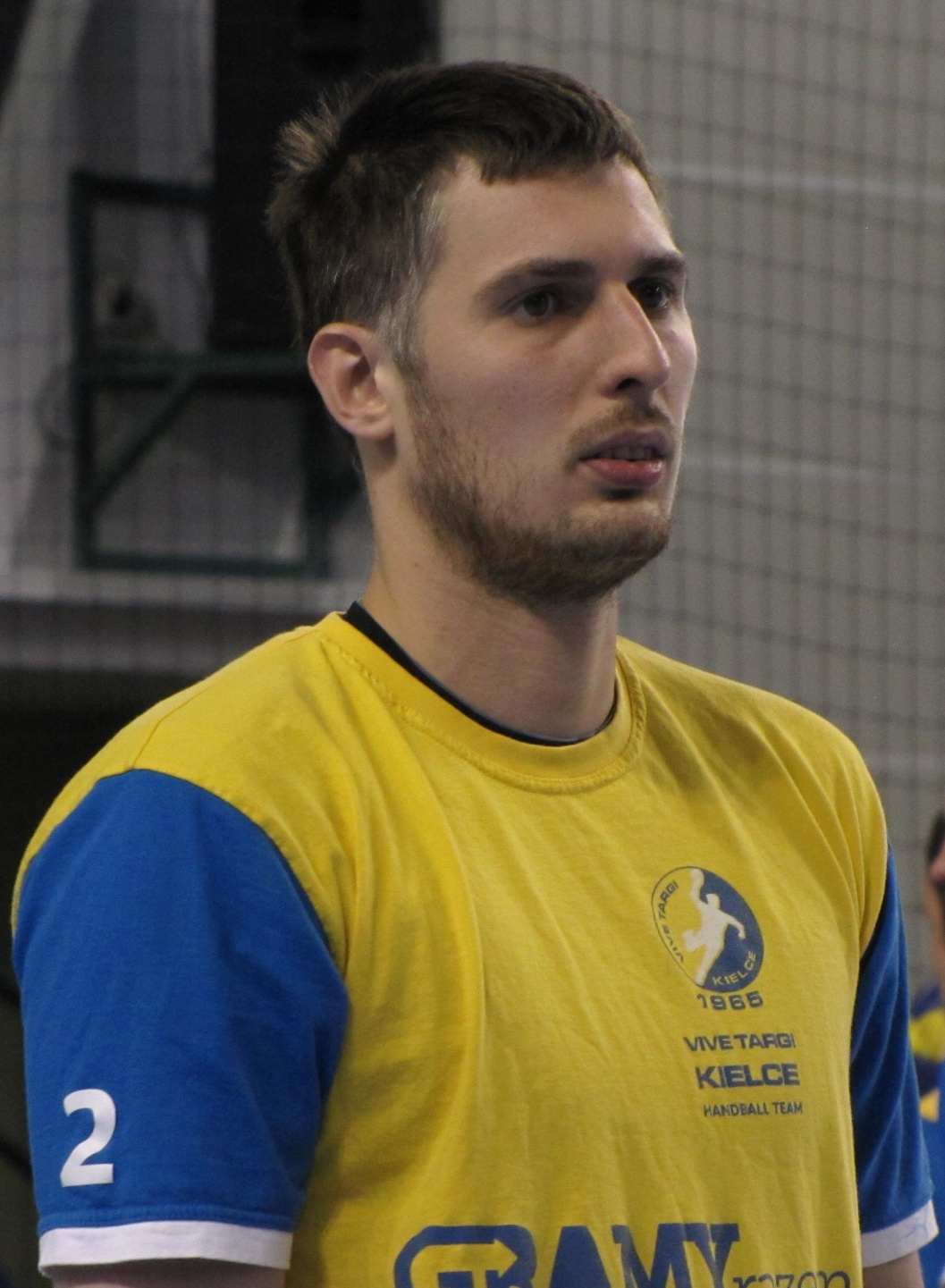
Piotr Grabarczyk

Piotr Grabarczyk (* 31. Oktober 1982 in Olsztyn) ist ein ehemaliger polnischer Handballspieler.

## Verein
Der 2,00 Meter große und 93 Kilogramm schwere Kreisläufer spielte in seiner Heimat für KS Kielce, mit dem er in der EHF Champions League (2004, 2009–2014), dem EHF-Pokal (2002, 2006, 2008), dem Europapokal der Pokalsieger (2005, 2007, 2009) und im EHF Challenge Cup (2003) spielte. Er gewann siebenmal die polnische Meisterschaft (2003, 2009, 2010, 2012, 2013, 2014, 2015) sowie zehnmal den Pokal (2003, 2004, 2006, 2009, 2010, 2011, 2012, 2013, 2014, 2015). In der Saison 2015/16 lief er für den deutschen Bundesligisten HSV Hamburg auf, von dem er sich nach dessen Insolvenz und Abmeldung vom Spielbetrieb verabschiedete. Ab Februar 2016 stand er beim deutschen Bundesligisten TuS N-Lübbecke unter Vertrag. Ab November 2018 spielte Grabarczyk bei LiT Tribe Germania und konnte mit dem Oberligisten den Aufstieg in die 3. Liga realisieren. Nachdem er im Sommer 2019 seine Laufbahn beendet hatte, kehrte er in der Rückrunde der Saison 2020/21 zum Abschluss seiner Karriere noch einmal zu KSZO Ostrowiec Świętokrzyski zurück.

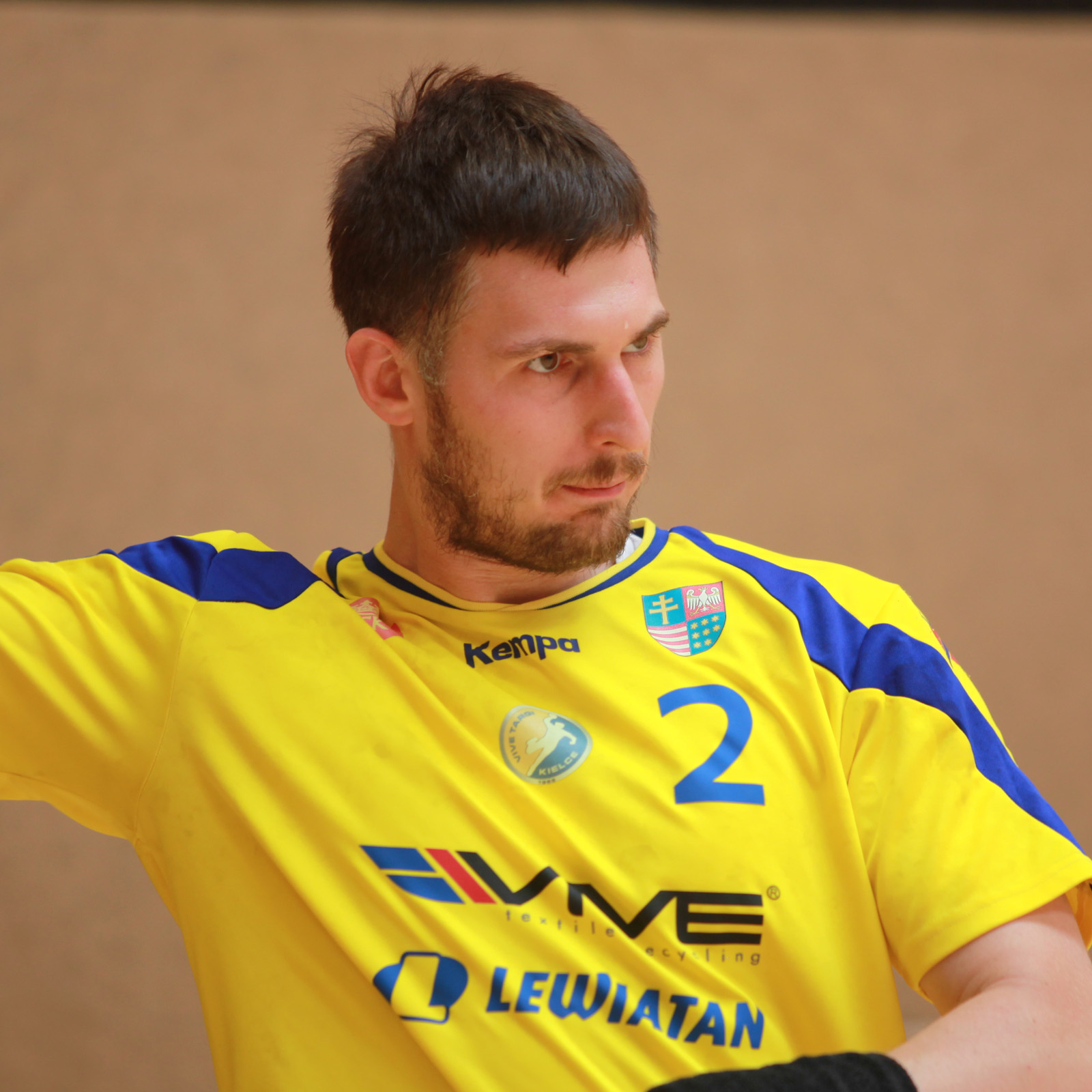
Piotr Grabarczyk beim Sparkassen-Cup 2013

## Nationalmannschaft
Piotr Grabarczyk stand im Aufgebot der polnischen Nationalmannschaft, so für die Europameisterschaften 2010, 2014 und 2016 sowie die Weltmeisterschaften 2011, 2013 und 2015. Er bestritt mindestens 101 Länderspiele und erzielte 45 Tore (Stand: 11. Dezember 2015).